# Nunatta Qitornai
Nunatta Qitornai (dansk: Vort lands efterkommere) er et grønlandsk separatistisk politisk parti stiftet i september 2017 af forhenværende minister for erhverv, arbejdsmarked, handel og udenrigsanliggender Vittus Qujaukitsoq, der tidligere var medlem af Siumut.
Ved parlamentsvalget i Grønland 24. april 2018 blev fik Nunatta Qitornai et mandat indvalgt i Grønlands parlament, partistifter Vittus Qujaukitsoq. Tidligere landsstyreformand Aleqa Hammond blev første stedfortræder for Qujaukitsoq. Aleqa Hammond, som var valgt til Folketinget for Siumut, repræsenterede Nunatta Qitornai i Folketinget fra 25. april 2018 til valget 5. juni 2019.
Partiet opnåede ikke valg ved parlamentsvalget i Grønland i 2021. I 2025 skiftede Vittus Qujaukitsoq parti til Naleraq og udtalte, at han mente at Nunatta Qitornai var historie. Nunatta Qitornai stillede ikke op til parlamentsvalget i Grønland 2025.

## Baggrund
I april 2017 blev Vittus Qujaukitsoq afskediget som minister af landstyreformand Kim Kielsen på grund af hård kritik af den danske og amerikanske håndtering af miljøsituationen omkring Thulebasen. Qujaukitsoq udfordrede efterfølgende Kielsen ved et kampvalg om formandsposten på Siumuts landsmøde i juli 2017; han tabte afstemningen 19-48 og forlod efterfølgende Siumut.
Vittus Qujaukitsoq er tilhænger af en hurtig etablering af en uafhængig grønlandsk stat, uanset de økonomiske konsekvenser, mens Kim Kielsen og flertallet i Siumut foretrækker en gradvis overgang til selvstændighed.

## Politik
Udover en hurtig overgang til selvstændighed går partiet ind for en decentralisering af den offentlige administration med oprettelse af 17 kommuner baseret på den nuværende bosættelsesstruktur for at sikre øget nærdemokrati og borgernær service.

## Navn
Nunavta Qitornai (gammel stavemåde) var navnet på en patriotisk og oplysende ungdomsforening stiftet i 1941 af Augo Lynge, der var en markant fortaler for et nært grønlandsk-dansk samarbejde og Grønlands inkorporering i den danske stat; hans barnebarn har kritiseret anvendelsen af det historiske navn til et separatistisk parti som respektløst.